# Jesper
Jesper ist als dänische Form von Jasper ein dänischer männlicher Vorname, der auch in anderen skandinavischen Sprachen vorkommt. Zur Herkunft und Bedeutung des Namens siehe hier.

## Namensträger
- Jesper Arvidsson (* 1985), schwedischer Fußballspieler
- Jesper Asselman (* 1990), niederländischer Radrennfahrer
- Jesper Bank (* 1957), dänischer Matchrace-Segler
- Jesper Rasmussen Brochmand (1585–1652), dänischer evangelischer Theologe
- Jesper Christensen (* 1948), dänischer Schauspieler
- Jesper Bøje Christensen (* 1944), dänischer Cembalist und Musikforscher
- Jesper Fast (* 1991), schwedischer Eishockeyspieler
- Jesper Florén (* 1990), schwedischer Fußballspieler
- Jesper Grønkjær (* 1977), grönländisch-dänischer Fußballspieler
- Jesper Håkansson (* 1981), dänischer Fußballspieler
- Jesper Hogedoorn (* 1985), niederländischer Fußballspieler
- Jesper Juul (1948–2019), dänischer Familientherapeut
- Jesper Karlsson (* 1998), schwedischer Fußballspieler
- Jesper Klein (1944–2011), dänischer Schauspieler
- Jesper Krone (* 1976), dänischer Basketballspieler und -trainer
- Jesper Kyd (* 1972), dänischer Komponist
- Jesper Lindstrøm (* 2000), dänischer Fußballspieler
- Jesper Lützen (* 1951), dänischer Mathematik- und Wissenschaftshistoriker, Hochschullehrer
- Jesper Madsen, dänischer Handballschiedsrichter
- Jesper Matsson Krus († 1622), schwedischer Reichsrat, Feldmarschall und Reichsschatzmeister
- Jesper Munk (* 1992), deutscher Musiker
- Jesper Nelin (* 1992), schwedischer Biathlon-Olympiasieger
- Jesper Nielsen (* 1969), dänischer Unternehmer
- Jesper Nielsen (* 1989), schwedischer Handballspieler
- Jesper Parnevik (* 1965), schwedischer Profigolfer
- Jesper Rönnbäck (* 1974), schwedischer Freestyle-Skier
- Jesper Skibby (* 1964), dänischer Radrennfahrer
- Jesper Strömblad (* 1972), schwedischer Gitarrist und Songwriter
- Jesper Tydén (* 1975), schwedischer Musicaldarsteller
- Jesper Wecksell (* 1995), schwedischer E-Sportler